# Unión de Rugby Fútbol de Irlanda
La Unión de Rugby Fútbol de Irlanda (IRFU) (inglés: Irish Rugby Football Union , irlandés: Cumann Rugby na hÉireann) es el organismo administrador del rugby en la isla de Irlanda creada en 1879 por la fusión de las uniones "Irish Football Union" y "Northern Football Union of Ireland". La IRFU tiene su sede central en Lansdowne Road, así como también campos de juego donde se desarrollan partidos internacionales entre uniones. Además, la Unión también es propietaria del estadio Ravenhill en Belfast, Thomond Park en Limerick y un gran número de campos de juego en áreas provinciales, que han sido alquilados a los clubes.
Actualmente hay unos 95.000 jugadores en total en Irlanda, donde 56 clubes están afiliados a la Subdivisión de Úlster; 71 a la Subdivisión de Leinster: 59 de la Subdivisión de Munster y 19 a la Subdivisión de Connacht. Además, hay 246 escuelas de rugby, en Ulster (107), Leinster (75), Münster (41) y Connacht (23).